# Agrostis agrostiflora
Agrostis agrostiflora är en gräsart som först beskrevs av Günther von Mannagetta und Lërchenau Beck, och fick sitt nu gällande namn av Erwin Emil Alfred Janchen och H.Neumayer. Agrostis agrostiflora ingår i släktet ven, och familjen gräs. Inga underarter finns listade i Catalogue of Life.